# الأدب الرومانسي في الإنجليزية

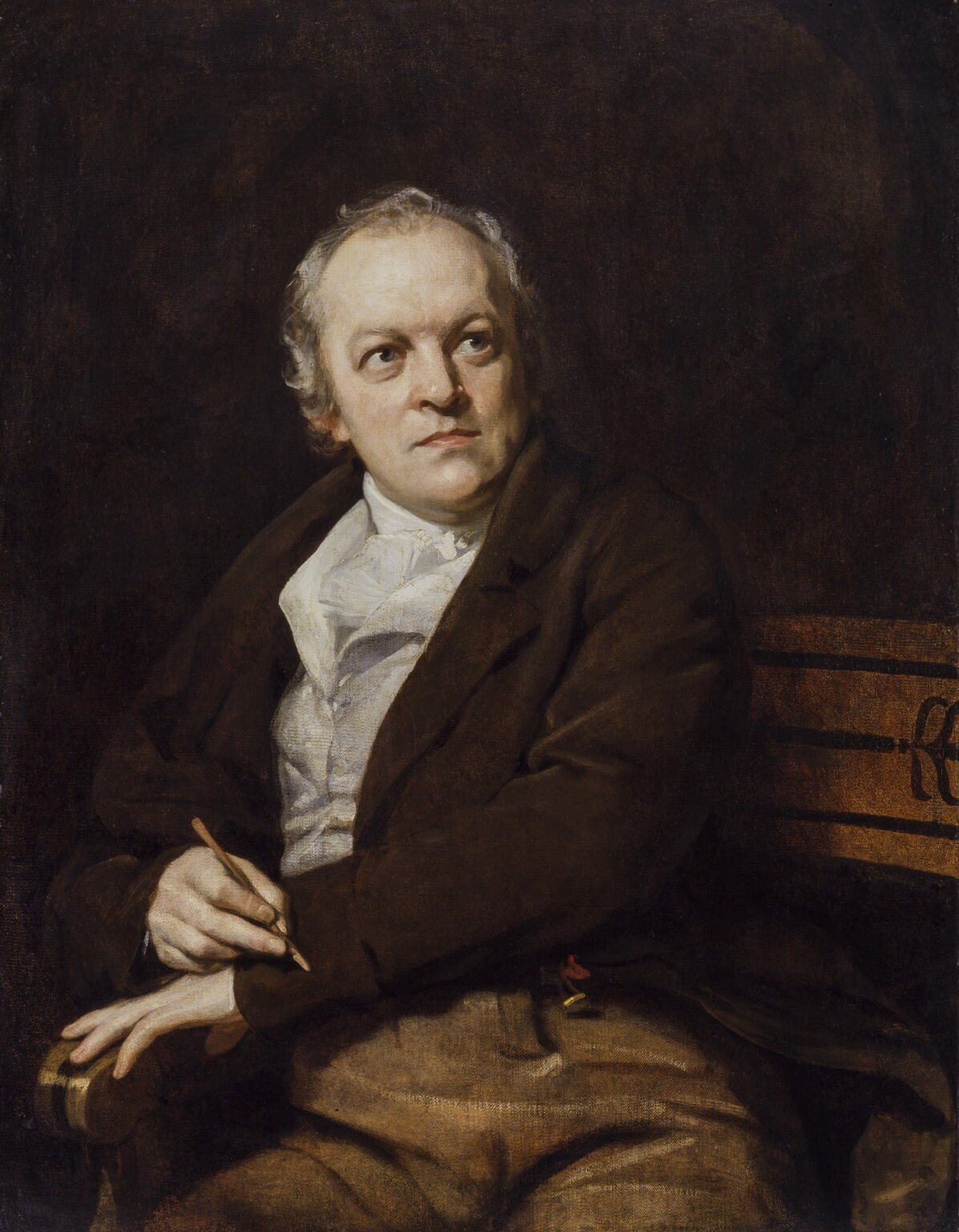

الرومانسية حركة فنية وأدبية ومعرفية نشأت في أوروبا قرب نهاية القرن الثامن عشر. يعتبر العلماء أن ما نشره كل من وليم ووردزورثز وصامويل كوليردج في قصائد غنائية في عام 1798 كان بداية الحركة تقريبًا، وأن تتويج الملكة فيكتوريا في عام 1837 كان نهايتها. وصلت الرومانسية إلى أماكن أخرى من العالم الناطق بالإنجليزية لاحقًا؛ وصلت إلى أمريكا نحو عام 1820.
كانت الحقبة الرومانسية واحدة من التغيرات الاجتماعية العظيمة في إنجلترا بسبب انخفاض عدد سكان الريف والتطور السريع للمدن الصناعية المكتظة بالسكان تقريبًا في الفترة بين 1798 و1832. كانت الحركة التي ناصرها الكثير من الناس في إنجلترا نتيجة قوتين: الثورة الزراعية، التي كانت تتضمن التسييج الذي دفع العمال وعائلاتهم إلى الرحيل عن الأرض، والثورة الصناعية التي وفرت لهم فرص العمل «في المصانع والمطاحن التي تديرها آلات تعمل بالطاقة البخارية». في الواقع، يمكن أن نرى الرومانسية جزئيًا على أنها بمثابة رد فعل على الثورة الصناعية، على أنها كانت أيضًا تمردًا على المعايير الاجتماعية والسياسية الأرستقراطية لعصر التنوير، كما كانت رد فعل على العقلانية العلمية للطبيعة. كانت الثورة الفرنسية ذات تأثير هام على التفكير السياسي للعديد من الشخصيات الرومانسية البارزة في هذا الوقت أيضًا.

## إنجلترا

### سلائف القرن الثامن عشر
تعود جذور الحركة الرومانسية في الأدب الإنجليزي لبداية القرن التاسع عشر إلى شعر القرن الثامن عشر والرواية القوطية والرواية الشعورية. يشمل هذا شعراء المقبرة، الذين كانوا مجموعة من الشعراء الإنجليز قبل الرومانسية يكتبون في الأربعينيات من القرن الثامن عشر وما بعدها، كانت تتميز أعمالهم بتأملاتهم الكئيبة عن الموت و«الجماجم والتوابيت، والمرثيات والديدان» كقرائن للمقبرة، وأضاف لذلك الممارسون اللاحقون شعورًا بـ «السمو» والغرابة والاهتمام بالصيغ الشعرية الإنجليزية القديمة والشعر الشعبي. غالبًا ما تعتبر هذه المفاهيم سلائف من النوع القوطي. من الشعراء القوطيين الرائدين توماس غراي (1716-17)، الذي تعتبر مرثيته المكتوبة في مدفن كنيسة ريفية هي «أفضل نتاج لهذا النوع من الإحساس»، وليام كوبر (1731-1800)؛ كريستوفر سمارت (1722-1771)؛ توماس شاترتون (1752-1770)؛ روبرت بلير (1699-1746)، مؤلف قصيدة القبر «التي تحتفي بهلع الموت»، وإدوارد يونغ (1683-1765)، الذي تعتبر قصيدته الشكوى أو خواطر ليلية عن الحياة والموت والخلود (1742- 45) «مثالًا آخر بارزًا للنوع القبوري». من الرواد الآخرين للرومانسية الشاعران جايمس طومسون (1700-48) وجايمس ماكفيرسون (1736- 96).
الرواية الشعورية أو «رواية الإحساس» هي نوع تطور أثناء النصف الثاني من القرن الثامن عشر. تقدر المفاهيم الشعورية والمعرفية للعاطفة والعاطفية والإحساس. كانت العاطفية، التي يجب تمييزها عن الإحساس، أسلوبًا سائدًا في كلٍ من الشعر والنثر الخيالي، بدأت كرد فعل على العقلانية في عصر أوغسطين. اعتمدت الروايات العاطفية على الاستجابات العاطفية لكلٍ من القراء والشخصيات. تشيع مشاهد الضيق والرقة، وتُنظم الحبكة لتُراكم المشاعر بدلًا من الأفعال. نتيجة ذلك هي إعلاء لقيمة «الشعور الرقيق»، وعرض للشخصيات كنماذج للتأثير العاطفي النقي الحساس. كان يُعتقد أن إبراز المشاعر كان بغرض إظهار الشخصية وتجاربها ولتشكيل الحياة الاجتماعية والعلاقات. من أشهر الروايات العاطفية الإنجليزية رواية صامويل ريتشاردسون باميلا؛ أو مكافأة الفضيلة (1740)، ورواية أوليفر جولدسميث قس ويكفيلد (1766)، ورواية لورنس سترين تريسترام شاندي (1759- 67) ورحلة عاطفية (1768)، ورواية هنري بروك خداع الجودة (1765- 70)، ورواية هينري ماكنزي رجل المشاعر (1771) ورواية ماريا إيدجوورث قلعة راكرنت (1800).
كان هناك من أثروا بشدة من الأجانب منهم الألمان غوته وشيلر وأوغوست فلهلم شليجل، والفيلسوف والكاتب الفرنسي جان جاك روسو (1712- 78).